# Голкохвіст мадагаскарський
Голкохвіст мадагаскарський (Zoonavena grandidieri) — вид серпокрильцеподібних птахів родини серпокрильцевих (Apodidae).

## Опис і поведінка
Довжина птаха становить 12 см. Живе переважно в лісових масивах, на висоті до 1750 м над рівнем моря. Харчується комахами, ловить здобич поодинці, парами або невеликими зграями (до 15 птахів). Сезон розмноження триває з квітня по січень. Не мігруючий вид.

## Поширення
Мешкає на Мадагаскарі, Майотті та на Коморських островах.

## Підвиди
Виділяють два підвиди:
- Z. g. grandidieri (Verreaux, J, 1867) (Мадагаскар);
- Z. g. mariae (Benson, 1960) (острів Великий Комор).

## Таксономія
Вид отримав назву grandidieri на честь французького натураліста Альфреда Грандідьє.